# Malur canós carablanc
El malur canós carablanc (Amytornis barbatus) és una espècie d'ocell de la família dels malúrids (Maluridae) que habita praderies de l'est d'Austràlia, al nord-est d'Austràlia Meridional, sud-oest de Queensland i zones limítrofes del nord-oest de Nova Gal·les del Sud.